# 中島信吾
中島 信吾（なかじま しんご、1971年 - ）は、日本の歴史学者。防衛庁防衛研究所戦史研究センター主任研究官。専門は日本政治外交史、国際関係史。

## 人物
神奈川県出身。1989年神奈川県立平塚江南高等学校卒業、1994年早稲田大学教育学部卒業、1996年慶應義塾大学大学院法学研究科政治学専攻修士課程修了、2002年同大学院博士課程修了。博士（法学）。趣味はアーチェリー、水泳。

## 著作

### 単著
- 『戦後日本の防衛政策 -「吉田路線」をめぐる政治・外交・軍事 - 』（慶應義塾大学出版会, 2006年）

### 共著
- 『日本史小百科 -近代- <外交>』（東京堂出版, 1999年）
- 『岸信介政権と高度成長』（東洋経済新報社, 2003年）
- 『池田・佐藤政権期の日本外交』（ミネルヴァ書房, 2004年）
- 『年報政治学2004 オーラル・ヒストリー』（岩波書店, 2005年）
- 『東アジア国際関係史』（名古屋大学出版会, 2007年）
- 『冷戦変容期の日本外交』（ミネルヴァ書房, 2013年）